# Sciades samarensis
Sciades samarensis là một loài bọ cánh cứng trong họ Cerambycidae.